# 카시이 유우
카시이 유우(香椎 由宇, 1987년 2월 16일 ~ )는 일본 가나가와현 아야세시에서 태어난 배우이다. 히노데고등학교를 졸업하고 메지로 대학에 입학했다. 외조부가 미국인이다.
2007년 12월 27일, 11살 연상의 배우 오다기리 조와 결혼을 발표했다.

## 작품
- 2013년
  - 노부나가의 셰프 (드라마)
- 2012년
  - 늦게 피는 해바라기~나의 인생, 리뉴얼~ (드라마)
- 2009년
  - 명탐정의 규칙 (드라마)
- 2007년
  - 쿠도 신이치의 부활 (드라마)
  - 유한클럽 (드라마)
  - 섹시 보이스 앤 로보 (드라마)
  - 한밤중의 행진
  - 황색눈물
  - 도쿄타워 -엄마와 나, 때때로 아빠
- 2006년
  - 열흘밤의 꿈
  - 파빌리온 살라만더
  - 마이☆보스 마이☆히어로
  - 데스노트
- 2005년
  - 대정전의 밤에
  - 홀드 업 다운
  - 워터보이즈 2005 여름
  - 린다린다린다
  - 여계가족
  - 천국으로의 달력
  - 로렐라이
- 2004년
  - 별이 빛나는 한낮의 하늘
- 2003년
  - 워터보이즈